# Jürgen Dirkx
Jürgen Arnoldus Wilhelmus Dirkx (Reusel, 15 augustus 1975) is een voormalig Nederlands voetballer.

## Voetbalcarrière
Dirkx startte met voetballen bij Reusel Sport, en doorliep daarna de jeugdopleiding van FC Eindhoven en later PSV. Tijdens het seizoen 1994-1995 debuteerde hij onder Aad de Mos, die vele oudere verdedigers had zien vertrekken, voor de Eindhovenaren. Dat seizoen speelde hij 19 wedstrijden en wist 1 keer het net te vinden. Het seizoen hierna werd hij verhuurd aan Fortuna Sittard, om ervaring op te doen. Dit mondde echter uit in een verkoop van Dirkx, die wel uitgroeide tot vaste waarde bij Fortuna.
Toen PSV in 1998 kwakkelde met de verdediging, was Dirkx, samen met Robert Fuchs en Björn van der Doelen, een van de oud-jeugdspelers, die door Bobby Robson werd terug gehaald naar Eindhoven. Onder Eric Gerets raakte Dirkx echter na een half seizoen weer op een zijspoor, waarna hij, in 2001, weer werd verhuurd aan Fortuna Sittard. Hiddink haalde Dirkx terug bij selectie voor het seizoen 2002-2003, maar in dat seizoen speelde hij nog slechts twee wedstrijden. Nadat zijn contract niet werd verlengd, besloot Dirkx zijn actieve carrière op 27-jarige leeftijd te beëindigen. Hij bouwde zijn conditie af bij Reusel Sport.
Dirkx speelde in de verdediging, meestal als voorstopper.

### Statistieken
| seizoen | club            | land      | competitie | duels | goals |
| ------- | --------------- | --------- | ---------- | ----- | ----- |
| 1994/95 | PSV             | Nederland | Eredivisie | 19    | 1     |
| 1995/96 | Fortuna Sittard | Nederland | Eredivisie | 15    | 0     |
| 1996/97 | Fortuna Sittard | Nederland | Eredivisie | 22    | 2     |
| 1997/98 | Fortuna Sittard | Nederland | Eredivisie | 33    | 0     |
| 1998/99 | Fortuna Sittard | Nederland | Eredivisie | 12    | 0     |
|         | PSV             | Nederland | Eredivisie | 21    | 0     |
| 1999/00 | PSV             | Nederland | Eredivisie | 13    | 2     |
| 2000/01 | PSV             | Nederland | Eredivisie | 5     | 0     |
| 2001/02 | PSV             | Nederland | Eredivisie | 0     | 0     |
| 2001/02 | Fortuna Sittard | Nederland | Eredivisie | 23    | 0     |
| 2002/03 | PSV             | Nederland | Eredivisie | 2     | 0     |
| totaal  |                 |           |            | 165   | 5     |

## Trainerscarrière
Na zijn actieve loopbaan maakte Dirkx een wereldreis, waarna hij, via Ernest Faber, weer in contact kwam met PSV. Tussen 2006 en 2008 was Dirkx jeugdtrainer bij zijn oude club en assistent-trainer bij jong-PSV. Dirkx beëindigde na onenigheid over zijn contract de samenwerking en werd, in 2008, hoofdtrainer bij de vierdeklasser VV Dommelen. Nadat bekend werd dat Dirkx, vanaf het seizoen 2010-2011, hoofdtrainer zou worden bij eersteklasser VV Geldrop, stapte hij daar begin 2010 per direct op om zijn opleiding trainer-coach 1 af te ronden. Eind maart werd Dirkx naast zijn werkzaamheden bij Geldrop aangesteld als assistent bij FC Eindhoven. Bij die club liep hij reeds stage.